# Moneta spinigeroides
Moneta spinigeroides är en spindelart som först beskrevs av Zhu och Song 1992.  Moneta spinigeroides ingår i släktet Moneta och familjen klotspindlar. Inga underarter finns listade i Catalogue of Life.